# Kolorowa
Kolorowa (hindi Rangeela; ang. tytuł Bollywood Dreams lub Full of Colour) – film Rama Gopala Varmy z 1995 roku, reżysera takich sensacyjnych filmów jak Satya (1998), Towarzystwo (2003) czy Sarkar (2005). Film ten jest mieszaniną romansu, musicalu i dramatu. W rolach głównych występują: Aamir Khan, Urmila Matondkar i Jackie Shroff.

## Obsada
- Aamir Khan – Munna
- Urmila Matondkar – Milli Joshi
- Jackie Shroff – Raj Kamal
- Shefali Shetty – heroina Gulbadan (debiut)

## Fabuła
Milli (Urmila Matondkar) marzy o karierze aktorskiej. Na razie jednak pokornie tańczy w zespole na planie filmowym, czekając na swoją szansę. Pochłonięta marzeniami o sławie, nie zauważa, że za przyjaźnią bezczelnego lecz pełnego radości życia sąsiada Munny (Aamir Khan) kryje się miłość i pragnienie poślubienia jej. Munna, sierota bez perspektyw, dorabiający sprzedażą na czarno biletów do kina, nie śmie wyznać jej swej miłości, a gdy Milli wzbudza zainteresowanie sławnego aktora Raja (Jackie Shroff), przyjaciół zaczyna coraz więcej dzielić.

## Soundtrack
Muzykę do pierwszego w swej karierze filmu w języku hindi stworzył tamilski kompozytor A.R. Rahman. Potem jego nazwisko rozsławiły takie filmy jak Lagaan, Bombay i Dil Se Maniego Ratnama, Taal czy też Fire Deepy Mehty. Młodziutkiej Urmili Matondkar w piosenkach "Tanha Tanha" i "Rangeela Re" głos podkładała sławna 62-letnia wówczas Asha Bhosle. W filmie uwagę też zwraca piosenka "Kya Kare Kya na Kare".

## Nagrody
- dla A.R. Rahmana Nagroda Filmfare za Najlepszą Muzykę

## Nominacje
- do Nagrody Filmfare dla Najlepszego Filmu
- dla Rama Gopala Varmy do Nagrody Filmfare dla Najlepszego Reżysera
- dla Urmili Matondkar do Nagrody Filmfare dla Najlepszej Aktorki
- dla Shwety Shetty do Nagrody Filmfare za Najlepszy Kobiecy Głos w Playbacku za piosenkę "Mangta Hai Kya"
- dla Kavity Krishnamurti do Nagrody Filmfare za Najlepszy Kobiecy Głos w Playbacku za piosenkę "Pyaar Ye Jaane"